# Младен Желязков
Младен Желязков Бонев е български и руски офицер и лекар.

## Биография
Роден е на 13 октомври 1838 г. в Лозенград. От рода Чалъкови е, племенник е на екзарх Антим I. Учи в духовната семинария на остров Халки, а от 1861 – 1864 г. в Трето Александровско военно училище в Москва. Получава офицерски чин и е изпратен в Кавказ. Учи медицина във Виена и в Москва като руски стипендиант, през 1874 г. завършва в Московския университет. Участник е в Руско-турската война от 1877 – 1878 г., като изпълнява разузнавателни мисии на Балканите и в Мала Азия.
Назначен е за окръжен управител на Враца (1878). по-късно се установява при вуйчо си митрополит Антим. От 1880 до 1890 г. е градски лекар във Видин.
Избран за депутат във Второто велико народно събрание през 1880 г.
През 1890 г. е назначен за градски лекар в гр. Варна. През 1896 г. е един от основателите на Одринското преселническо дружество „Странджа“.
От 1900 до 1904 г. е окръжен лекар във Варна. Запомнен като спасител на града от азиатската холера. 
Негова съпруга е д-р Анастасия Желязкова.
Умира през ноември 1904 г.

## Памет
Улица на негово име в гр. Варна, кв. Бриз.